# Astragalus consobrinus
Astragalus consobrinus es una especie de planta del género Astragalus, de la familia de las leguminosas, orden Fabales.
Fue descrita científicamente por (Barneby) S. L. Welsh.